# Assuwa
Assuwa era una confederació d'estats i de ciutats d'Anatòlia occidental situada en una part de la zona anomenada Arzawa pels hitites.
Abans del 1400 aC n'eren probablement integrants el país del riu Seha, el Regne de Mira, Wilusa i Taruisa, i més tard s'hi van unir Hapalla i Arzawa. Destruïda la confederació per Tudhalias II rei dels hitites, el regne d'Arzawa va recollir les seves restes al segle xiv aC.
Del nom d'Assuwa, que ja no va tornar a aparèixer en les fonts hitites, probablement va derivar el d'Àsia.